# Suuri Haukijärvi
Suuri Haukijärvi är en sjö i kommunen Mäntyharju i landskapet Södra Savolax i Finland. Sjön ligger 82,1 meter över havet. Arean är 51 hektar och strandlinjen är 5,33 kilometer lång. Sjön  ingår i Kymmene älvs huvudavrinningsområde.   Den ligger omkring 41 kilometer söder om S:t Michel och omkring 180 kilometer nordöst om Helsingfors. 